# Рамирес, Педро Антонио
Педро Антонио Рамирес Паредес (исп. Pedro Antonio Ramírez Paredes; родился 24 августа 1992 года в Баринасе, Венесуэла) — венесуэльский футболист, полузащитник клуба «Самора» и сборной Венесуэлы.

## Клубная карьера
Рамирес — воспитанник клуба «Самора». 19 сентября 2010 года в матче против «Карабобо» он дебютировал в венесуэльской Примере. 24 мая 2012 года в поединке против «Трухильянос» Педро забил свой первый гол за команду. В составе «Саморы» Рамирес дважды стал чемпионом страны. 13 марта 2014 года в матче Кубка Либаертадорес против колумбийского «Санта-Фе» он забил гол.
Летом того же года Педро перешёл в швейцарский «Сьон». 26 июля в матче против «Санкт-Галлен» он дебютировал в швейцарской Суперлиге. В 2015 году Рамирес стал обладателем Кубка Швейцарии.
В начале 2016 года для получения игровой практики он вернулся в «Самору» на правах аренды. Сезон 2017 года провёл в составе «Депортиво Тачира», также на правах аренды.

## Международная карьера
6 марта 2014 года товарищеском матче против сборной Гондураса Рамирес дебютировал за сборную Венесуэлы.

## Достижения
- Чемпион Венесуэлы (4): 2012/13, 2013/14, 2016, 2018
- Обладатель Кубка Швейцарии (1): 2014/15